# ردلاین هتلز
ردلاین هتلز (انگلیسی: RedLion Hotels) شرکت مهمان‌نوازی آمریکایی است، که در سال ۱۹۳۷ تأسیس شد.